# East River (New York)
Der East River (englisch für Ostfluss) in New York City ist eine langgezogene, den Gezeiten ausgesetzte Meerenge, die den Long Island Sound mit der Mündung des Hudson River verbindet. Trotz des Namens ist der East River kein Fluss, als Ästuar mit Verbindung zum Atlantik verfügt er auch über einen beachtlichen Salzgehalt.

## Der East River als Wasserstraße in New York City
Der East River verläuft von Nordosten nach Süden zwischen Throgs Neck in der Bronx und der Südspitze von Manhattan und trennt dabei die New Yorker Stadtteile Bronx und Manhattan im Westen von Queens und Brooklyn auf Long Island im Osten. Zwischen Hudson und East River existiert auch eine oberhalb des Zusammenflusses gelegene Verbindung, der Harlem River.
Im East River liegen folgende zum New Yorker Stadtgebiet gehörende Inseln:
- Rikers Island
- North Brother Island
- South Brother Island
- Mill Rock
- Die durch Aufschüttung verbundenen Wards Island und Randall's Island
- Roosevelt Island
- U Thant Island (Belmont Island)

## East-River-Querungen
Der East River wird von zehn Brücken, dreizehn Tunneln, einer Seilbahn, der Roosevelt Island Tramway (nur zwischen Manhattan und Roosevelt Island) und einer Fährlinie gequert.
Die Brücken sind, von Nord nach Süd:
- Throgs Neck Bridge, zwischen der Bronx und Queens, Kfz-Verkehr
- Bronx-Whitestone Bridge, zwischen der Bronx und Queens, Kfz-Verkehr
- Rikers Island Bridge, zwischen Queens und Rikers Island, Kfz-Verkehr
- Hell Gate Bridge, zwischen Queens und der Bronx, Eisenbahn
- Robert F. Kennedy Bridge zwischen Manhattan, der Bronx und Queens, via Ward's und Randall's Island, Kfz-Verkehr
- Roosevelt Island Bridge von Queens nach Roosevelt Island
- Queensboro Bridge, zwischen Manhattan und Queens, via Roosevelt Island, Kfz-Verkehr
- Williamsburg Bridge zwischen Manhattan und Brooklyn, Kfz-Verkehr und New York City Subway Linien J, M und Z
- Manhattan Bridge, zwischen Manhattan und Brooklyn, Kfz-Verkehr und Subway Linien B, D, N und Q
- Brooklyn Bridge, zwischen Manhattan und Brooklyn, Straßen-Verkehr

Die Tunnel sind, von Nord nach Süd:
- 63rd Street Tunnel zwischen Manhattan und Queens, Subway der Linie F auf der oberen Etage, Long Island Rail Road auf unterer Ebene (Teil des East Side Access zum Grand Central Terminal)
- 60th Street Tunnel, zwischen Manhattan und Queens, Subway der Linien N, Q, und R
- 53rd Street Tunnel, zwischen Manhattan und Queens, Subway der Linien E und M
- Steinway-Tunnel, zwischen Manhattan und Queens, Subway der Linie 7
- Queens-Midtown Tunnel, zwischen Queens und Manhattan, Kfz-Verkehr, Interstate I-495
- East River Tunnel, zwischen Manhattan und Queens, Eisenbahntunnel genutzt von Long Island Railroad, Amtrak und New Jersey Transit von der Penn Station
- 14th Street Tunnel, zwischen Brooklyn und Manhattan, Subway der Linie L
- Rutgers Street Tunnel, zwischen Brooklyn und Manhattan, Subway der Linie F
- Cranberry Street Tunnel, zwischen Brooklyn und Manhattan, Subway der Linien A und C
- Clark Street Tunnel, zwischen Brooklyn und Manhattan, Subway der Linien 2 und 3
- Montague Street Tunnel, zwischen Brooklyn und Manhattan, Subway der Linien N und R
- Joralemon Street Tunnel, zwischen Brooklyn und Manhattan, Subway der Linien 4 und 5
- Brooklyn-Battery Tunnel, zwischen Brooklyn und Manhattan, Kfz-Verkehr, Interstate I-478

Der East River wird seit 2017 auf sechs Routen von der NYC Ferry befahren, die 21 Anleger in Manhattan, Brooklyn, Bronx und Queens sowie in den Sommermonaten am Wochenende Governors Island bedienen. Außerdem existieren Verbindungen des New York Watertaxis zu Sportveranstaltungen.

## Strömungen im East River
Die Enge des Wasserlaufs, die Strömung des Hudson und insbesondere die Gezeiten erzeugen im East River Strömungen von fünf Knoten und mehr. Diesen Strömungsverhältnissen sowie Unterwasserfelsen, die erst in jüngerer Zeit exakt kartographiert oder entfernt worden sind, fielen im Zeitalter der Segelschifffahrt zahlreiche Schiffe zum Opfer. Diesem Umstand verdankt die bei der Mündung des Harlem River gelegene gefährlichste Stelle des East River den Namen Hell Gate.
Die größte Schifffahrtskatastrophe im Hafen von New York auf dem East River waren Brand und Untergang der General Slocum. Inwieweit die besonderen Verhältnisse im East River Anteil an diesem Unglück hatten, ist jedoch umstritten.
In den 2010er-Jahren wurde versucht, die Strömung im East River zur Energiegewinnung zu nutzen. Im Rahmen des RITE Projekts sollten bis 2012 30 fünf Meter hohe Turbinen mit einer Leistung von insgesamt 1 Megawatt auf dem Grund des East River zwischen Roosevelt Island und Queens verankert werden, die die Gezeitenströmung nutzen sollen. Prototypen der Turbinen wurden vor Ort erfolgreich getestet, das Pilotprojekt wurde jedoch nach einer Laufzeit von zehn Jahren nicht fortgeführt.

## Der East River früher und heute

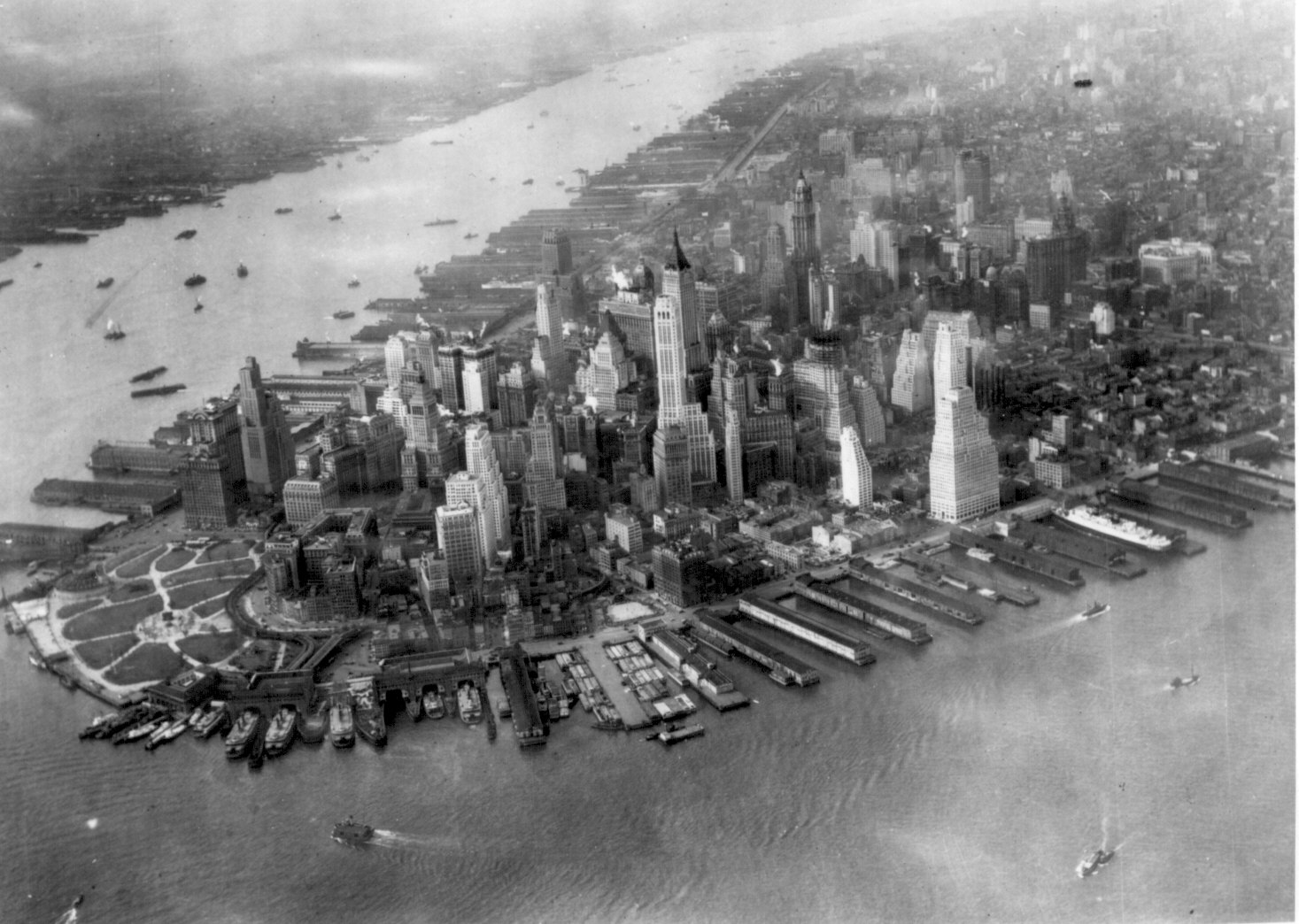
Piers am Hudson River (links) und East River (1931)

Sowohl am Westufer (Manhattan und Bronx) als auch am Ostufer (Brooklyn und Queens) des East River reihte sich im Verlauf des Wachstums der Stadt Pier an Pier. Als Folge des Strukturwandels nach dem Zweiten Weltkrieg sind diese Piers zum Teil verfallen und werden heute für andere Funktionen verwendet.